# Högbränntjärnen
Högbränntjärnen är en sjö i Ljusdals kommun i Hälsingland och ingår i Ljusnans huvudavrinningsområde. Sjön har en area på 0,00994 kvadratkilometer och ligger 363,5 meter över havet. Högbränntjärnen ligger i naturreservatet Högbränntjärn och i Högbränntjärn Natura 2000-område.